# Francesco Cupani

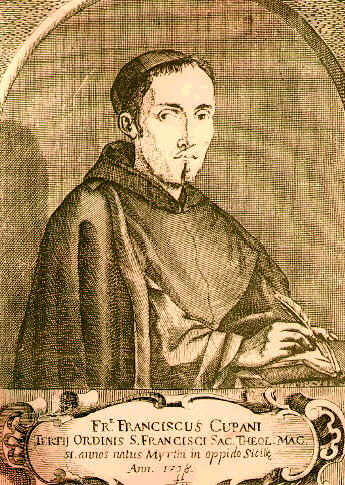
Francesco Cupani

Francesco Cupani (* 21. Januar 1657 in Mirto; † 19. Januar 1710 in Palermo) war ein italienischer Arzt, Theologe und Botaniker.

## Leben
Francesco Cupani studierte anfangs Medizin und später Theologie. 1681 trat er dem Franziskanerorden bei. In Palermo lehrte er Theologie. Nach einem Treffen mit Paolo Boccone brachte er aber die meiste Zeit mit der Untersuchung von Pflanzen, Tieren und Mineralien aus Sizilien zu.
Im Auftrag von Herzog Giuseppe del Bosco Sandoval legte er 1692 einen der ersten Botanischen Gärten Europas an, den Botanischen Garten von Misilmeri. Diese Aufgabe brachte ihn in Kontakt mit vielen Botanikern Europas, so z. B. Joseph Pitton de Tournefort, Caspar Commelin, William Sherard, James Petiver, Johann Georg Volckamer, Felice Viali (1638–1722) und Giovanni Battista Triumfetti.
25 Jahre arbeitete er an seinem Hauptwerk Pamphyton siculum, einer Naturgeschichte Siziliens, das er aber nicht mehr vollenden konnte.

## Ehrentaxon
Charles Plumier benannte ihm zu Ehren die Gattung Cupania der Pflanzenfamilie der Seifenbaumgewächse (Sapindaceae). Carl von Linné übernahm später diesen Namen. Außerdem sind etwa 25 weitere Pflanzenarten nach Cupani benannt, beispielsweise Cupanis Zeitlose (Colchicum cupanii).

## Schriften (Auswahl)
- Catalogus Plantarum Sicularum noviter adinventarum. Palermo 1692.
- Syllabus Plantarum Sicilae nuper detectarum. Palermo 1694.
- Hortus Catholicus seu Illustrissimi et Excellentissimi Principis Cathlicae Ducis Misilmeris. Neapel 1696.
- Supplementum alterum ad Hortum Catholicum. Palermo 1697.
- Pamphyton siculum seu Historia naturalis de animalibus, stripibus, fossilibus, quae in Silicia, vel in circuito eius, inveniuntur. Palermo 1713 (posthum).